# Pic de Creussans
Pic de Creussans – szczyt górski w Pirenejach Wschodnich. Administracyjnie położony jest na granicy Andory (parafia Ordino) z Francją (departament Ariège). Wznosi się na wysokość 2682 m n.p.m.
Na północny wschód od Pic de Creussans usytuowany jest szczyt Punta de Peiraguils (2702 m n.p.m.), na zachód rozlega się dolina potoku Ruisseau de Soulcem, natomiast na wschodzie położone jest jezioro Estany de Creussans.